# District d'Aigle
Pour les articles homonymes, voir Aigle (homonymie).
Le district d'Aigle, dont Aigle est le chef-lieu, est l'un des dix districts du canton de Vaud. Il est situé en majorité dans le Chablais vaudois.
Ce district est le seul à n'avoir pas été modifié lors de la réorganisation du 1er janvier 2008.

## Histoire
Le district d'Aigle est formé en 1798 à partir du gouvernement d'Aigle auquel on ajoute la commune de Villeneuve, amputée au bailliage de Vevey qui forma le district de Vevey.
C'est un district du canton du Léman de 1798 à 1803 puis du canton de Vaud depuis 1803.

## Préfets
- vacant
- 2023 - 4 octobre 2024 : Régis Joly (renvoi immédiat)[3]
- 2015 - 2023 : Patricia Dominique Lachat[4]
- ? - 2015 :  Robert Jaggi[4]

## Liste des communes
Voici la liste des communes composant le district avec, pour chacune, sa population.
| Nom            | N° OFS | Population (décembre 2022) |
| -------------- | ------ | -------------------------- |
| Aigle          | 5401   | +010 913,                  |
| Bex            | 5402   | +008 167,                  |
| Chessel        | 5403   | +000528,                   |
| Corbeyrier     | 5404   | +000440,                   |
| Gryon          | 5405   | +001 387,                  |
| Lavey-Morcles  | 5406   | +000978,                   |
| Leysin         | 5407   | +003 719,                  |
| Noville        | 5408   | +001 169,                  |
| Ollon          | 5409   | +007 968,                  |
| Ormont-Dessous | 5410   | +001 175,                  |
| Ormont-Dessus  | 5411   | +001 424,                  |
| Rennaz         | 5412   | +000925,                   |
| Roche          | 5413   | +001 938,                  |
| Villeneuve     | 5414   | +005 968,                  |
| Yvorne         | 5415   | +001 086,                  |
| Total          | Total  | +047 785,                  |